# Conde de Hereford
Conde de Hereford foi um título nobiliárquico criado seis vezes no Pariato da Inglaterra. Datas indicam os anos em que a pessoa manteve o título. Veja também duque de Hereford, visconde Hereford.

## Condes de Hereford, primeira criação (1043)
- Sweyn Godwinson (1043–1051)

condado confiscado entre 1051 e 1052

## Condes de Hereford, segunda criação (1052)
- Raul, o Tímido (1052–1057)

condado extinto entre 1057 e 1058

## Condes de Hereford, terceira criação (1058)
- Haroldo Godwineson (mais tarde Haroldo II de Inglaterra; 1058–1066)[2]

condado extinto entre 1066 e 1067

## Condes de Hereford, quarta criação (1067)
- Guilherme FitzOsbern, 1.° Conde de Hereford (1067–1071)
- Rogério de Breteuil, 2.º Conde de Hereford (1071–1074)

condado confiscado entre 1074 e 1141

## Condes de Hereford, quinta criação (1141)
- Miles de Gloucester, 1.° Conde de Hereford (1141–1143)
- Rogério Fitzmiles, 2.° Conde de Hereford (1143–1155)

condado extinto entre 1155 e 1199

## Condes de Hereford, sexta criação (1199)

Brasão de armas de Bohun, adotadas no início da era da heráldica, c.1200: Azure, um argento curvado em faixas amarelas entre seis leões galopando.

- Henrique de Bohun, 1.° Conde de Hereford (1199–1220)
- Hunifredo de Bohun, 2.° Conde de Hereford (1220–1275)
- Hunifredo de Bohun, 3.° Conde de Hereford (1275–1298)
- Hunifredo de Bohun, 4.° Conde de Hereford (1298–1322)
- João de Bohun, 5.° Conde de Hereford (1322–1336)
- Hunifredo de Bohun, 6.° Conde de Hereford (1336–1361)
- Hunifredo de Bohun, 7.° Conde de Hereford (1361–1373)

Herdeiras:
- Leonor de Bohun (c. 1366 – 1399), que se casou com Tomás de Woodstock
- Maria de Bohun (c. 1368 – 1394), que se casou com Henrique de Bolingbroke, o futuro rei Henrique IV de Inglaterra
- Joana de Bohun, Herdeira (1332–1414) [??]

pariato inativo em 1373 vários requerentes pendentes de verificação